# Andrij Sahajdak
Andrij Wasylowycz Sahajdak, ukr. Андрій Васильович Сагайдак (ur. 2 stycznia 1989 w Łowczycach) – ukraiński piłkarz, grający na pozycji lewego obrońcy.

## Kariera piłkarska

### Kariera klubowa
Wychowanek UFK we Lwowie. Pierwszy trener - Ołeh Rodin. W 2006 rozpoczął karierę piłkarską w drugiej drużynie Karpat Lwów. 23 maja 2009 zadebiutował w podstawowym składzie. Na początku 2011 został wypożyczony do Czornomorca Odessa. Latem 2011 jako wolny agent przeszedł do Prykarpattia Iwano-Frankiwsk. Podczas przerwy zimowej sezonu 2011/12 przeniósł się do Howerła-Zakarpattia Użhorod, w której grał przez pół roku. Latem 2012 został wypożyczony do FK Połtawa, a w lutym 2013 do Bukowyny Czerniowce. Po zakończeniu sezonu 2012/13 opuścił zakarpacki klub. W rundzie jesiennej sezonu 2013/14 bronił barw Dynamo-Chmielnicki, a podczas przerwy zimowej przeszedł do Stali Dnieprodzierżyńsk.

### Kariera reprezentacyjna
Występował w juniorskich reprezentacjach Ukrainy U-17 i U-19.

## Sukcesy i odznaczenia
- mistrz Pierwszej Lihi: 2012
- wicemistrz Pierwszej Lihi: 2006